# New World First Bus
 (novembre 2018).
Si vous disposez d'ouvrages ou d'articles de référence ou si vous connaissez des sites web de qualité traitant du thème abordé ici, merci de compléter l'article en donnant les références utiles à sa vérifiabilité et en les liant à la section « Notes et références ».
New World First Bus (NWFB), filiale du groupe Bravo Transport (en), comme son partenaire CityBus, est la plus grande compagnie de bus à Hong Kong. Elle dessert la quasi-totalité du territoire de la région administrative spéciale de Hong Kong.
C'est N.W.F.B. qui exploite également les lignes touristiques H1 et H2 parcourant le Nord de l'île de Hong Kong depuis Central et Kowloon via le Cross-Harbour Tunnel.

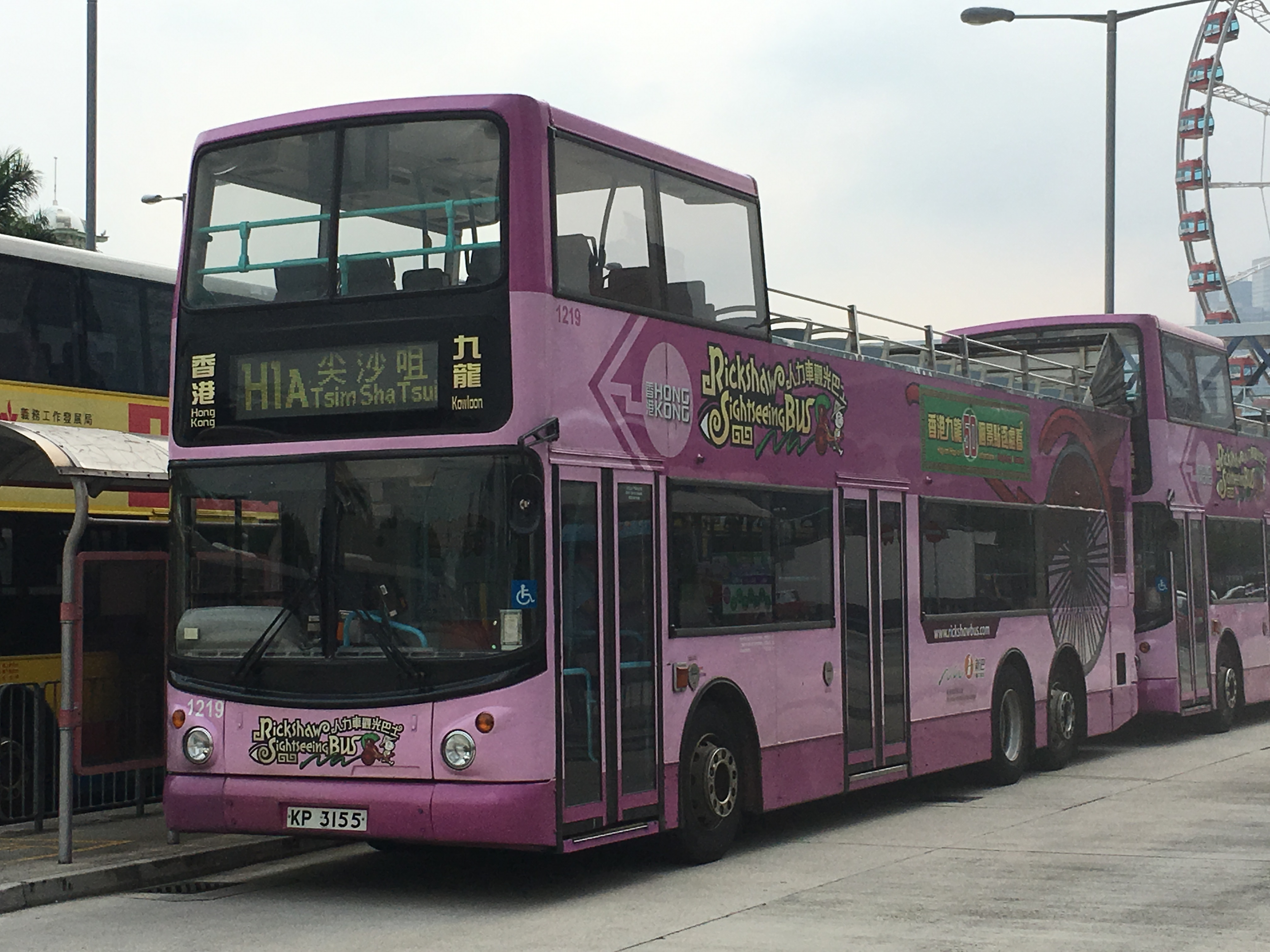
Autobus Alexander Dennis Trident 2 sur la ligne H1A.

N.W.F.B. et CityBus exploitent par ailleurs conjointement avec Kowloon motor bus (K.M.B.) des lignes de bus reliant la partie continentale à l'île de Hong Kong.

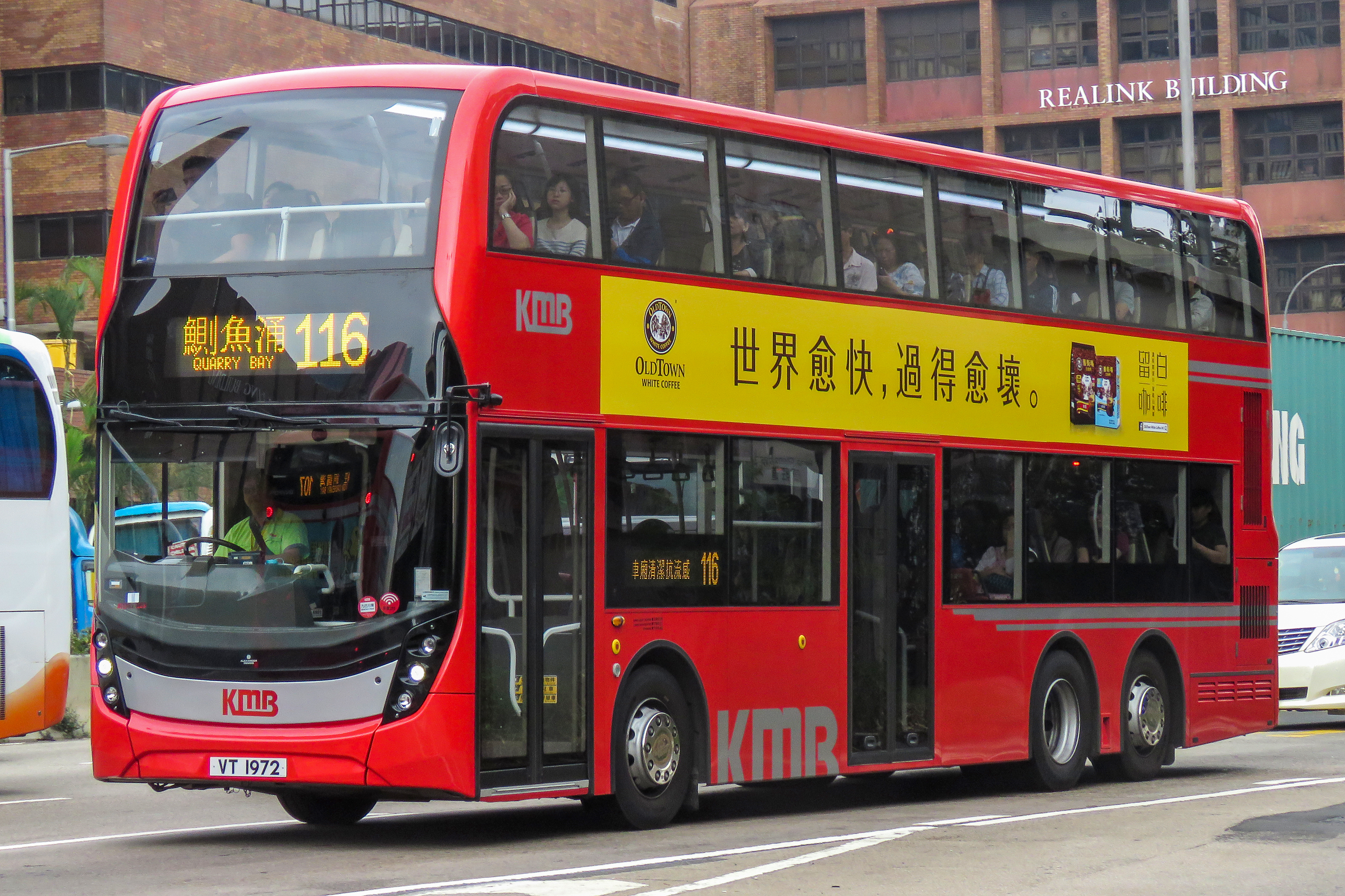
Alexander Dennis Enviro500 MMC de Kowloon Motor Bus sur la ligne 116 exploitée conjointement avec New World First Bus.